# Mrs. Wiggs of the Cabbage Patch (film 1919)
Mrs. Wiggs of the Cabbage Patch è un film muto del 1919 diretto da Hugh Ford. Storia di un'orfana, il film è interpretato da Marguerite Clark, un'attrice che aveva perso i genitori in giovane età, rimanendo orfana.
Secondo adattamento cinematografico della commedia - interpretata a Broadway nel 1904 da Mabel Taliaferro - di Anne Crawford Flexner, tratta da due storie di Alice Hegan Rice, Mrs-Wiggs e Lovey Mary.
La precedente versione, sempre con il titolo Mrs. Wiggs of the Cabbage Patch aveva avuto come protagonista Beatriz Michelena.

## Trama
In un orfanotrofio, l'orfana Lovey Mary prende sotto le sue ali protettrici gli altri bambini. Uno di questi, Tommy, è stato abbandonato lì da Maggie, la madre, una che ha vissuto pure lei da piccola in quell'istituto. Quando, anni dopo, Maggie ritorna, i due ragazzi scappano. Incontrano Dick Morgan, ma questi li vuole riportare indietro, così fuggono via anche da lui. Trovano finalmente qualcuno che si prende cura di loro nella zona più povera della città, a Cabbage Patch. Lì, vive poveramente ma dignitosamente, la signora Wiggs che alleva altri cinque bambini e alcuni animali. Mary si innamora di Billy Wiggs, suo figlio. Lo sceriffo, però, viene a prendere Tommy.
Mentre cura la signora Wiggs che è caduta ammalata, Mary viene a sapere che Maggie - la madre di Tommy - era una ragazza madre perché Dick Morgan, il fidanzato, non aveva avuto il coraggio di sposarla quando era rimasta incinta poiché il padre aveva minacciato di diseredarlo. Mary, allora, riesce a convincere Dick a rimediare dopo tanti anni sposando Maggie e assumendosi le sue responsabilità. Non solo, anche la famiglia della signora Wiggs viene accolta nella casa dei Morgan. Mary e Billy, adesso che lui ha trovato un lavoro in fabbrica, possono pensare a un futuro in comune.

## Produzione
Il film fu prodotto dalla Famous Players-Lasky Corporation

## Distribuzione
Distribuito dalla Paramount Pictures e dalla Famous Players-Lasky Corporation, il film - presentato da Adolph Zukor - uscì nelle sale cinematografiche statunitensi il 16 febbraio 1919.
Copia della pellicola - uno dei pochi film sopravvissuti con Marguerite Clark - viene conservata negli archivi della Library of Congress di Washington.
Nel 2004, il film è stato masterizzato e distribuito in DVD dalla Grapevine in una versione di 65 minuti insieme al cortometraggio J-U-N-K